# Георг Фридрих Карл (маркграф Бранденбург-Байрейта)
Георг Фридрих Карл Бранденбург-Байрейтский (нем. Georg Friedrich Karl von Brandenburg-Bayreuth; 19 июня 1688, дворец Оберзульцбюрг близ Зульцбюрга — 17 мая 1735, Байрейт) — маркграф франконского княжества Байрейт.

## Биография
Георг Фридрих Карл — представитель кульмбах-байрейтской ветви младшей линии франконских Гогенцоллернов, старший сын Кристиана Генриха Бранденбург-Кульмбахского (1661—1708) и Софии Кристианы фон Вольфштейн (1667—1737). Унаследовал княжество в 1726 году от маркграфа Георга Вильгельма, получив имя «Бранденбург-Кульмбах-Байрейтский».
Георг Фридрих Карл получил домашнее образование у своей очень религиозной матери, затем продолжил обучение в Билефельде. В 1700—1704 годах совершил длительные образовательные поездки по Западной Европе, побывав в Дании, Франции и Голландии, затем учился в Утрехтском университете. После смерти отца вернулся в 1708 году к семье, которая с 1704 года проживала в Веферлингенском дворце под Магдебургом. Дворец был предоставлен маркграфской семье королём Пруссии Фридрихом I в качестве апанажа по Шёнбергскому договору, согласно которому погрязший в долгах отец Георга Фридриха Карла отказался от наследных прав на франконские владения в пользу Пруссии. После смерти отца Георг Фридрих Карл занялся расторжением Шёнбергского договора, что ему в конечном счёте с большими сложностями удалось в 1722 году.
В 1726 году умер маркграф Георг Вильгельм, не оставивший наследников мужского пола, и Георг Фридрих Карл стал правителем Байрейта. Он уделял большое внимание оздоровлению финансового положения своего княжества и концентрировался на внутренней политике.

## Потомки
В 1709 году Георг Фридрих Карл женился на Доротее Шлезвиг-Гольштейн-Зондербург-Бекской (1685—1761), дочери герцога Фридриха Людвига. Развод по причине неверности супруги состоялся в 1716 году. В браке родились:
- София Кристиана Луиза (1710—1739), замужем за князем Александром Фердинандом Турн-и-Таксисом (1704—1773)
- Фридрих (1711—1763), маркграф Бранденбург-Байрейта, женат на Вильгельмине Прусской (1709—1758), затем на Софии Каролине Брауншвейг-Вольфенбюттельской (1737—1817)
- Вильгельм Эрнст (1712—1733)
- София Шарлотта Альбертина (1713—1749), замужем за герцогом Эрнстом Августом I Саксен-Веймар-Эйзенахским (1688—1748)
- Вильгельмина София (1714—1749), замужем за князем Карлом Эдцардом Ост-Фрисландским (1716—1744)